# Francesco De Gregori
Francesco De Gregori (Roma, 4 de abril de 1951) es un cantautor italiano. 

## Trayectoria artística
Transcurrió parte de su infancia en Pescara y después volvió a Roma a finales de los años 1950. Hermano del también músico Luigi (de nombre oficial Luigi De Gregori, pero conocido artísticamente como Luigi Grechi). 
Sus primeras actuaciones musicales tuvieron lugar en torno al Folkstudio, conocido local romano en el que se gestaron varias generaciones de músicos italianos, al principio como guitarrista de Caterina Bueno y posteriormente con otros amigos destinados a convertirse también ellos en músicos destacados: Antonello Venditti, Mimmo Locasciulli, Giorgio Lo Cascio. Por un breve periodo constituyó un dúo con este último, Francesco e Giorgio, que en muchos aspectos recordaba al dúo estadounidense Simon & Garfunkel.
Su repertorio, al principio, constaba de canciones de Bob Dylan y Leonard Cohen con letras traducidas al italiano, a las que posteriormente fue añadiendo sus propias composiciones.
En 1971 firmó un contrato con la compañía discográfica IT con la que debutó al año siguiente con el álbum Theorius Campus que incluye composiciones suyas y de Antonello Venditti.
Francesco De Gregori es uno de los más clásicos exponentes de la canción de autor italiana. Entre sus canciones más conocidas se encuentran Rimmel, Generale, Banana republic (con Lucio Dalla), La leva calcistica della classe '68, Il bandito e il campione (compuesta por su hermano Luigi), La donna cannone, Viva l'Italia y Pablo.

## Discografía

### Álbumes de estudio
- Theorius Campus con Antonello Venditti (1972)
- Alice non lo sa (1973)
- Francesco De Gregori (1974)
- Rimmel (1975)
- Bufalo Bill (1976)
- De Gregori (1978)
- Viva l'Italia (1979)
- Titanic (1982)
- Scacchi e tarocchi (1985)
- Terra di nessuno (1987)
- Mira Mare 19.4.89 (1989)
- Canzoni d'amore (1992)
- Prendere e lasciare (1996)
- Amore nel pomeriggio (2001)
- Il fischio del vapore, con Giovanna Marini (2002)
- Pezzi (2005)
- Calypsos (2006)
- Per brevità chiamato artista (2008)
- Sulla strada (2012)
- Vivavoce (2014)
- De Gregori canta Bob Dylan - Amore e furto (2015)
- Pastiche, con Checco Zalone (2024)

### Álbumes en directo
- Bologna 2 settembre 1974 (dal vivo), con Lucio Dalla, Antonello Venditti y Maria Monti (1975)
- Banana Republic, con Lucio Dalla (1979)
- Catcher in the Sky (1990)
- Niente da capire (1990)
- Musica leggera (1990)
- Il bandito e il campione (1993)
- Bootleg (1994)
- La valigia dell'attore (1997)
- Fuoco amico (2002)
- In tour, con Pino Daniele, Fiorella Mannoia y Ron (2002)
- Mix (2003)
- Left & Right - Documenti dal vivo (2007)
- Work in Progress, con Lucio Dalla (2010)
- Pubs and Clubs - Live @ the Place (2012)
- Vola vola vola, con Ambrogio Sparagna y Maria Nazionale (2012)
- Sotto il vulcano (2017)
- Il concerto Live, con Antonello Venditti (2023)

### Álbumes recopilatorios
- Il mondo di Francesco De Gregori (1976)
- Il mondo di Francesco De Gregori vol. 2 (1979)
- Greatest Hits (1979)
- La nostra storia (1987)
- All the Best (1992)
- Le origini (1996)
- Gli anni settanta (1998)
- Curve nella memoria (1998)
- Francesco De Gregori (1999)
- Le canzoni d'amore: 1973-83 (2000)
- Tra un manifesto e lo specchio (2006)
- Oggi (2013)

## Distinciones honoríficas
- Oficial de la Orden al Mérito de la República Italiana (2005)

## Enlaces
- Sitio oficial

- Datos: Q114285
- Multimedia: Francesco De Gregori / Q114285